# Disc òptic (oftalmologia)
El disc òptic o papil·la òptica és una zona oval situada cap al centre (desviada nasalment) de la retina, per on surten de l'ull els axons de les cèl·lules ganglionars de la retina que formen el nervi òptic. Aquesta àrea mesura de mitjana 1,76mm horitzontalment i 1,92mm verticalment en l'ull humà. No té sensibilitat als estímuls lluminosos per no posseir ni cons ni bastons. Això causa una zona cega dins del camp visual que es coneix com a punt cec.